# 娘热街道
娘热乡（藏語：ཉང་བྲན，威利转写：nyang-bran），是中华人民共和国西藏自治区拉萨市城关区下辖的一个乡镇级行政单位。

## 行政区划
娘热乡下辖以下地区：
阿坝林卡社区、慈松堂社区、吉苏村、仁钦蔡村和加尔西村。